# خوزه باتاگلیرو
خوزه باتاگلیرو (انگلیسی: José Batagliero; ۱ ژانویهٔ ۱۹۱۶ – ۱۱ مارس ۱۹۷۶) بازیکن فوتبال اهل آرژانتین بود.
وی همچنین در تیم ملی فوتبال آرژانتین بازی کرده‌است.